# Coliseum Rock
Coliseum Rock è il quarto album degli Starz, pubblicato nel 1978 per l'etichetta discografica Capitol Records.

## Tracce
1. So Young, So Bad – 3:27 (Smith)
2. Take Me – 3:58 (Messano, Ranno, Smith)
3. No Regrets – 4:53 (Davis, Dube, Messano, Ranno, Smith)
4. My Sweet Child – 3:58 (Davis, Smith)
5. Don't Stop Now – 3:40 (Davis, Messano, Ranno, Smith)
6. Outfit – 3:17 (Davis, Messano, Ranno, Smith)
7. Last Night I Wrote a Letter – 4:59 (Ranno, Smith)
8. Coliseum Rock – 3:32 (Ranno)
9. It's a Riot – 3:33 (Ranno, Smith)
10. Where Will It End – 4:25 (Dube, Ranno, Smith)

## Formazione
- Michael Lee Smith - voce
- Richie Ranno - chitarra
- Bobby Messano - chitarra
- Orville Davis - basso
- Joe Dube - batteria